# Вольфганг Файєрзінгер
Вольфганг Файєрзінгер (нім. Wolfgang Feiersinger; нар. 30 січня 1965, Зальфельден) — австрійський футболіст, захисник. По завершенні ігрової кар'єри — футбольний тренер.
Як гравець насамперед відомий виступами за клуби «Аустрія» (Зальцбург) та «Боруссія» (Дортмунд), а також національну збірну Австрії.
Дворазовий чемпіон Австрії. Переможець Ліги чемпіонів УЄФА. Володар Міжконтинентального кубка.

## Клубна кар'єра
У дорослому футболі дебютував 1986 року виступами за команду клубу «Аустрія» (Зальцбург), в якій провів десять сезонів, взявши участь у 205 матчах чемпіонату. Більшість часу, проведеного у складі зальцбурзької «Аустрії», був основним гравцем захисту команди. За цей час двічі виборював титул чемпіона Австрії.
Своєю грою за цю команду привернув увагу представників тренерського штабу клубу «Боруссія» (Дортмунд), до складу якого приєднався 1996 року. Відіграв за дортмундський клуб наступні чотири сезони своєї ігрової кар'єри.
Протягом 2000—2001 років захищав кольори команди клубу ЛАСК (Лінц).
Завершив професійну ігрову кар'єру у клубі «Аустрія» (Зальцбург), у складі якого свого часу починав виступи на футбольному полі. Прийшов до команди 2001 року, захищав її кольори до припинення виступів на професійному рівні у 2002.

## Виступи за збірну
1990 року дебютував в офіційних матчах у складі національної збірної Австрії. Протягом кар'єри у національній команді, яка тривала 10 років, провів у формі головної команди країни 46 матчів.
У складі збірної був учасником чемпіонату світу 1998 року у Франції.

## Кар'єра тренера
Розпочав тренерську кар'єру, повернувшись до футболу після невеликої перерви, 2006 року, очоливши тренерський штаб клубу «Ред Булл». Наразі досвід тренерської роботи обмежується цим клубом, з яким Вольфганг Файєрзінгер працював до 2008 року.

## Титули і досягнення
- Чемпіон Австрії (2):

«Аустрія» (Зальцбург): 1993–94, 1994–95
- Володар Суперкубка Австрії (3):

«Аустрія» (Зальцбург): 1994, 1995
- Переможець Ліги чемпіонів УЄФА (1):

«Боруссія» (Дортмунд): 1996–97
- Володар Міжконтинентального кубка (1):

«Боруссія» (Дортмунд): 1997